# (43783) Святительпётр
(43783) Святительпётр (лат. Svyatitelpyotr) — типичный астероид главного пояса, открыт 24 октября 1989 года советским астрономом Людмилой Черных в Крымской астрофизической обсерватории и 22 апреля 2016 года назван в честь святителя Петра.

## Обнаружение и именование
(43783) Святительпётр
Открыт 24 октября 1989 года в Научном Л. И. Черных.
Святитель Пётр (Святой Пётр, ум. 1326) был выдающимся государственным деятелем и православным религиозным иерархом, талантливым иконописцем и писателем. В 1308—1326 годах он был митрополитом Киевским и всея Руси, а в 1325 году перенёс митрополичью кафедру из Владимира в Москву. В 1315 году он основал Высоко-Петровский монастырь.
Оригинальный текст (англ.)43783 Svyatitelpyotr
Discovered 1989 Oct. 24 by L. I. Chernykh at Nauchnyj.
Svyatitel Pyotr (Saint Pyotr, d. 1326) was an outstanding statesman and orthodox religious hierarch, talented icon painter and writer. In 1308—1326 he was the Metropolitan of Kiev and All Russia and in 1325 he moved the Metropolitan See from Vladimir to Moscow. He founded the Vysokopetrovsky Monastery in 1315.
Источники: MPC batch dated 2016-04-22; M.P.C. 99892.

## Орбита

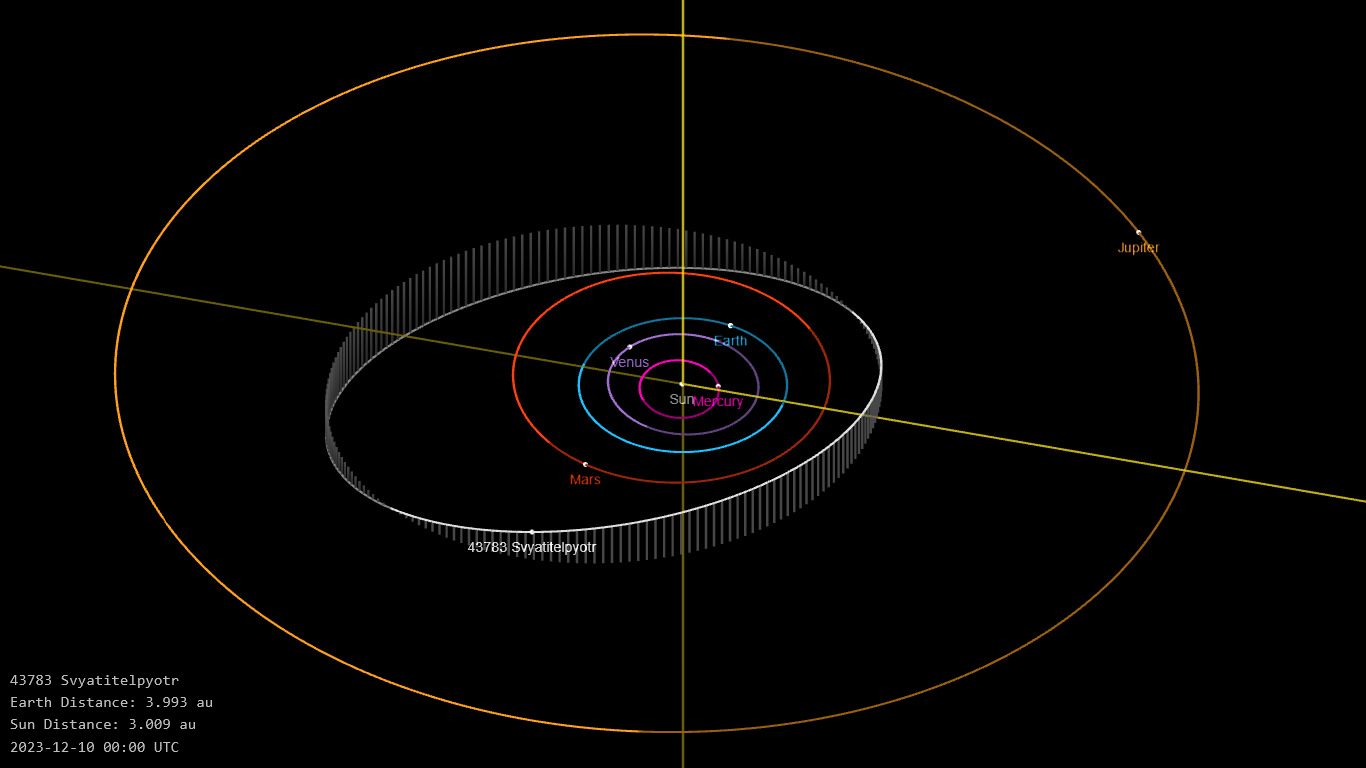
Орбита астероида Святительпётр и его положение в Солнечной системе

## Физические характеристики
Астероид относится к таксономическому классу C.
По результатам наблюдений в видимом и ближнем инфракрасном диапазоне космического телескопа NEOWISE диаметр астероида оценивался равным 8,475±0,401 км, 6,629±1,455 км и 7,99±1,63 км. Согласно тем же источникам альбедо оценивается как 0,0514±0,0090, 0,0766±0,0508, 0,051±0,009 и 0,052±0,023.